# 사라브조트 싱
사라브조트 싱(펀자브어: ਸਰਬਜੋਤ ਸਿੰਘ, 2001년 9월 30일~)은 인도의 사격 선수로 주 종목은 권총이다. 2024년 하계 올림픽 혼성 10m 단체전에서 동메달을 획득했다.